# Чёрная дыра (фильм, 2000)
«Чёрная дыра» (англ. Pitch Black, букв. «Кромешная тьма») — американский фантастический фильм 2000 года, снятый Дэвидом Туи. Главные роли исполнили Рада Митчелл, Коул Хаузер и Вин Дизель. Премьера картины в США состоялась 18 февраля 2000 года.
Идеей сюжета послужил рассказ Айзека Азимова «Приход ночи», который ранее, в 1988 году, уже был экранизирован в фильме «Сумерки»; первоначальные концепт-арты для фильма используют аналогичное название.
Наряду с прокатной версией фильма существует режиссёрская, которая на 220 секунд длиннее театральной.
Несмотря на неточность в названии для проката в России и стран СНГ, после выхода сиквела фильма «Хроники Риддика» (2004) вошло в употребление альтернативное название картины — «Хроники Риддика. Чёрная дыра».
Тэглайн: Битва зла со злом.

## Сюжет
Космический корабль The Hunter Gratzner пролетает сквозь хвост кометы, получает серьёзные повреждения и теряет управление. Капитан корабля погибает, его анабиозный контейнер пробивают метеориты. Второй пилот Кэролин Фрай поворачивает корабль к необитаемой планете с условным обозначением М6-117. По данным на планете есть поверхность и пригодный воздух, Фрай собирается посадить там повреждённый корабль. Скорость падения слишком высока, она решает сбросить отсек с пассажирами, но штурман Грег Оуэнс не даёт ей этого сделать. Корпус разваливается на части, часть анабиозных отсеков улетает прочь. Корабль совершает жёсткую посадку на пустынной планете. В живых остаётся 12 человек: второй пилот Кэролин Фрай, опасный преступник Ричард Б. Риддик (которого везли в тюрьму), его надсмотрщик, «синеглазый дьявол» Уильям Дж. Джонс, паломники-мусульмане (имам Абу Аль-Валид и трое его учеников, Хасан, Али и Сулейман), подросток Джек Б. Бадд, торговец антиквариатом Парис П. Огильви и два австралийских переселенца — рудокопы Зак и Шазза. Штурмана Оуэнса насквозь проткнул рычаг при падении, он умирает в муках.
Джонс находит пустой контейнер Риддика. Риддик неожиданно нападает на него из темноты, но Джонс отбивается от него дубинкой и приковывает Риддика к железной подпорке. Риддик, оставленный без присмотра, освобождается и снова убегает.
Люди понимают, что планета постоянно освещается тремя звёздами — двойной системой жёлтого и красного карликов и одним голубым гигантом. Ночи здесь нет. На разрушенном корабле нет ни еды, ни воды, кроме коллекционных спиртных напитков в багаже Париса.
Отряд выживших уходит в пустыню в надежде найти воду, идя по направлению к голубой звезде (как сказал имам — это знак Аллаха). Они находят целое кладбище костей огромных животных, потом заброшенную базу горняков, а на её центральной площади — небольшой спасательный шаттл. Судя по датам на образцах горных пород, база была заброшена ровно 22 года назад. Фрай находит механическую модель для расчёта положения планет в данной системе. Она мимоходом осматривает её, убеждаясь в том, что на этой планете всегда царит день.
В это время Зак, оставшийся у корабля, убивает человека, подумав, что это Риддик. Он решает выкопать колодец, чтобы добыть воду, но после перерыва в работе обнаруживает, что в стене ямы, пребывавшей в тени, образовался вход в пещеру. Он осматривает его, ненароком загородив солнечный свет, неожиданно, что-то вцепляется ему в лицо и утаскивает в пещеру. Остальные прибегают на крики и находят забрызганный кровью вход в пещеру и Риддика, сидящего рядом. Он пускается в бегство, но Джонс сбивает его с ног и срывает с него солнцезащитные очки, Риддик ничего не видит при свете дня. Подоспевшая Шазза с криком «Убейте его, пока он всех не убил!» оглушает Риддика ударом в лицо.
Фрай допрашивает связанного Риддика. («Возможно, вам и стоило меня бояться в других обстоятельствах, но здесь есть кое-что, что гораздо опаснее меня»). Джек видит необычные глаза Риддика. Риддик говорит, что они позволяют ему видеть в темноте, но солнечный свет его слепит. Он рассказал, что ему за двадцать ментоловых сигарет сделал операцию заключённый хирург в тюрьме Бухта Мясника, где царила кромешная тьма. Джек загорается желанием получить такие же.
Фрай обследует пещеру, в которой пропал Зак. Она находит отгрызенную стопу Зака, обутую в ботинок. На неё нападают монстры, таящиеся во мраке пещеры, и она едва остаётся в живых.
Джонс отпускает Риддика, успокаиваясь по поводу того, что больше не нужно ждать удара в спину. Люди снимают один из энергоблоков с разрушенного корабля и в полном составе отправляются на базу горняков. Риддик заявляет, что горняки не улетели, а все остались на планете. Фрай готовит корабль к полёту. Один из учеников имама, Али, пробирается в запертый ангар энергостанции, потревожив гнездо летучих монстров. Остальные прибегают на крик, и видят стаю монстров, улетающую в шахте посреди ангара, из-за угла вываливается обглоданный труп Али. Джонс бросает световую шашку в шахту. Она заполнена костями людей. Фрай спешит в комнату с моделью и приводит её в действие. Перед людьми открывается страшная правда: раз в 22 года все планеты и светила выстраиваются в одну линию, на планете на долгое время наступает затмение и кромешная тьма, чудовища, живущие под землёй, выбираются на поверхность. И этот срок может наступить в любой момент — ведь образцы пород 22-летней давности! Риддик заявляет, что горняки с приходом темноты спрятались в здание энергостанции, но монстры пробрались к ним через подвал.
Фрай готовит корабль к взлёту. Джонс и Риддик наговаривают друг на друга перед Фрай. Джонс рассказывает, что во время прошлого побега Риддик убил пилота и угнал корабль. Риддик открывает Фрай, что Джонс никакой не конвоир, а наёмник, да ещё и наркоман. Ученики имама с криками врываются в комнату. Фрай выходит наружу и видит, как на небосводе появляются кольца, а затем диск огромной планеты, которая вскоре закроет собой оба солнца…
Команда спешно отправляется на электромобиле к разбитому кораблю, снимает батареи и грузит их в машину. К несчастью, они не успевают вовремя. Кольца огромной планеты закрывают собой солнце. Планета погружается в сумерки, слышен тысячеголосый вопль монстров, выползающих и вылетающих из своего подземного города-термитника на охоту. Выжившие бегут к ближайшему отсеку корабля, отставших Шазу и Риддика атакуют летающие монстры. Монстры пролетают мимо. Хладнокровный Риддик уворачивается от нового налёта, налетевшая стая поднимает Шаззу в воздух и раздирает в клочья. Последняя вспышка света и планета погружается в чёрную ночь. Риддик видит, как горы вдали рушатся и оттуда вылетают монстры.
Люди отступают в ангар корабля и баррикадируют дверь. У них есть ацетиленовая горелка, фонари, бутылки со спиртным, осветительные шашки. Однако они не в безопасности. Голодные чудовища «стучатся в гости», пробивая обшивку своими когтями. Несколько тварей находят путь в отсек и убивают Хассана. Имам заявляет, что судя по модели затмение будет продолжаться долго. Без еды и воды людям столько не высидеть. Фрай решает выйти из отсека, перегрузить батареи на самодельные санки, взять генератор и люминесцентные шланги и попытаться добраться до базы и корабля горняков. Благодаря умению видеть в темноте, Риддик становится важнейшим звеном команды.
Команда пробирается по пустыне, отпугивая монстров светом. Внезапно монстр влетает в середину группы. Смертельно испуганный и ничего не соображающий Парис ползёт в сторону, таща за собой шланг, генератор обрушивается, свет исчезает. У выживших остаются только бутылки со спиртным и горелки. Монстры вдали терзают тело Париса. Риддик заявляет, что у девочки (Джека) идёт кровь (месячные), которую чувствуют монстры. Джонс предлагает Риддику убить девочку и потащить труп за собой на верёвке, чтобы отвлечь монстров. Риддик предлагает в качестве приманки самого Джонса. Они вступают в схватку. Риддик наносит рану Джонсу и оставляет его во тьме. Джонс попадает на ужин огромному монстру. (Риддик, где Джонс? — Какая его часть?)
Оставшиеся пробиваются через каньон и попадают на кладбище скелетов («Вы помните кладбище? Может, эти твари и убили всё живое на этой планете?»). Взбесившиеся от голода существа начинают убивать друг друга, осыпая окрестности внутренностями и поливая людей сверху своей кровью. На Джек набрасывается одно из чудищ, даже не реагируя на подоспевшую с фонарем Фрай, которого она лишается в попытках отогнать монстра, но Риддик вспарывает ему живот и потрошит. Последнего из послушников имама, раненого Сулеймана, утаскивает монстр, подобравшийся по отвесной стене. У людей остаются только факелы из бутылок со спиртным. Риддик в одиночку тащит за собой 4 энергоблока, весящий каждый по 35 килограмм. Внезапно начинается дождь, который гасит факелы; Риддик прячет Фрай, имама и Джек в небольшой пещере, вход в которую закрывает камнем, а сам дотаскивает батареи до шаттла. Он включает системы корабля и решает, что нет смысла рисковать жизнью и возвращаться за оставшимися, разбивая свою связку фонарей.
Оставшиеся беспокоятся, не бросил ли их Риддик. Они замечают светлячков на потолке пещеры. Фрай засовывает их в пустую бутылку, и отправляется вслед за Риддиком. Она добирается до базы и видит, как Риддик заводит корабль, собираясь улететь один. Он предлагает Фрай лететь с ним, бросив остальных. Фрай, вспомнив, что уже хотела пожертвовать чужими жизнями ради спасения своей, набрасывается на него. Риддик приставляет ей нож к горлу и спрашивает, готова ли она умереть ради них, на что та отвечает, что готова. Риддик и Фрай возвращаются за имамом и Джек.
В городке рудокопов Риддик натыкается на крупного монстра, он обманывает тварь но появляются ещё две. Имам, Джек и Фрай добираются до корабля и слышат вопли Риддика. Имам говорит, что с ним покончено и просит Фрай лететь, но она заявляет, что никого не оставит здесь. Фрай возвращается и тащит израненного окровавленного Риддика. У самого порога корабля монстр пронзает насквозь тело Фрай и уносит девушку в темноту. Риддик, поняв что она пожертвовала жизнью, чтобы спасти его, исступлённо кричит ей вслед: «Не ради меня!»
Риддик включает посадочные огни и запускает двигатели, но вдруг отключает их. Твари забираются на корабль. («Риддик, что ты делаешь?» — «Мы не можем улететь… не пожелав спокойной ночи»). Риддик включает двигатели на полную мощность, и пламя сжигает стаю монстров, подобравшихся к кораблю.
Корабль взлетает. Риддик держит курс на торговые пути. На вопрос Джек, что им отвечать на неизбежные вопросы, Риддик отвечает: «Скажите, что Риддик погиб на планете».

## В ролях
| Актёр               | Роль                     |
| ------------------- | ------------------------ |
| Вин Дизель          | Ричард Б. Риддик         |
| Рада Митчелл        | Кэролин Фрай             |
| Коул Хаузер         | Уильям Дж. Джонс         |
| Кит Дэвид           | Абу (Имам) аль-Валид     |
| Льюис Фитц-Джеральд | Парис П. Огильви         |
| Клаудия Блэк        | Шэрон (Шазза) Монтгомери |
| Риана Гриффит       | Джек                     |
| Джон Мур            | Джон (Зек) Эзекиель      |
| Саймон Берк         | Грег Оуэн                |
| Лес Чэнтери         | Сулейман                 |
| Сэм Сари            | Хассан                   |
| Фирасс Дирани       | Али                      |
| Вик Уилсон          | капитан Том Митчелл      |
| Анджела Мур         | мёртвый член команды     |

## Производные работы
- В 2000 году Фрэнк Лаурия написал книгу «Кромешная тьма: Борьба зла со злом» (англ. Pitch Black: Fight Evil With Evil), основанную на сюжете фильма[9]. В 2004 году книга была переиздана[10].
- В 2004 году вышел сиквел под названием «Хроники Риддика», который также был снят Дэвидом Туи. В этом же году был выпущен короткометражный мультфильм «Хроники Риддика: Тёмная ярость», снятый Питером Чангом. «Тёмная ярость» стал связующим звеном между «Чёрной дырой» и «Хрониками Риддика». В 2013 году вышел третий полнометражный фильм о Риддике под одноимённым названием.
- The Chronicles of Riddick: Escape from Butcher Bay — игра для Xbox и PC — была выпущена в 2004 году и рассказывает о том, как Риддик сидит в тюрьме «Бухта мясников» и как он получает свои знаменитые глаза. В 2009 году вышел сиквел игры — The Chronicles of Riddick: Assault on Dark Athena.

### Комментарии
1. ↑  Русскоязычное прокатное название не отражает смысла оригинального названия; сюжет фильма ни имеет никакого отношения к чёрным дырам.